# کاوانیشی، هیوگو
کاوانیشی در استان هیوگو در کشور ژاپن  واقع شده‌است  که دارای جمعیت ۱۵۷٬۴۶۱ نفر و مساحت ۵۳٫۴۴ کیلومتر مربع با تراکم جمعیت ۲٬۹۴۷  نفر در کیلومترمربع است و در تاریخ ۱ اوت ۱۹۵۴ به عنوان شهر شناخته شد.